# Dragodol
Dragodol (cyr. Драгодол) – wieś w Serbii, w okręgu kolubarskim, w gminie Osečina. W 2011 roku liczyła 503 mieszkańców.